# Diocesi di Lund
La diocesi di Lund è una diocesi appartenente alla Chiesa di Svezia. La diocesi fu fondata nel 1060 e l'edificio principale è la Cattedrale di Lund.
La diocesi comprende 12 kontrakt (unità amministrative intermedie tra la parrocchia e la diocesi), 21 pastorat (unione di più parrocchie) e 148 parrocchie.

## Storia
La diocesi di Lund fu eretta nel 1060, ricavandone il territorio dalla diocesi di Roskilde. Originariamente essa era suffraganea dell'arcidiocesi di Amburgo, la chiesa madre del nord Europa, da cui partivano i missionari per l'evangelizzazione di quelle terre. Tutto il territorio era parte a quei tempi del Regno di Danimarca.
In pellegrinaggio a Roma agli inizi del XII secolo, il re danese Eric I ottenne da papa Pasquale II l'erezione di Lund a sede metropolitana di tutti i Paesi del Nord Europa, coerentemente ai disegni egemonici danesi verso tutte le altre terre scandinave. L'erezione delle arcidiocesi di Nidaros (1152) e di Uppsala (1164) ridusse però di molto la giurisdizione di Lund, che nel XVI secolo comprendeva le sedi danesi di Århus, di Børglum, di Odense, di Ribe, di Roskilde, di Viborg e di Schleswig. Nel 1177 agli arcivescovi di Lund fu concesso il titolo di primate di Danimarca.
L'ultimo arcivescovo in comunione con la Santa Sede, Torben Bille, fu imprigionato l'11 agosto 1536 e morì nel 1553. L’istituzione della Chiesa di Danimarca, nota per il suo estremismo nel riformismo luterano, comportò la decadenza di ogni formula metropolita, che non era più concepita, e spesso una gestione devoluta a semplici sovrintendenti, finché il passaggio alla Svezia nel 1658 permise un regolare ristabilimento della successione dei vescovi di Lund.
Gli attuali confini della diocesi coincidono con quelli della contea della Scania e della contea di Blekinge.